# Жаворонково (Гусевский район)
Жа́воронково — посёлок в Гусевском городском округе Калининградской области России.

## История
В 1590 году деревня Гиттвишкен (нем. Gittwischken) переименована в Гервишкен (нем. Gerwischken), а в 1938 году — в Рихтфельде (нем. Richtfelde). В 1950 году указом Президиума Верховного Совета РСФСР населённому пункту присвоено наименование посёлок Жаворонково.

## Население
| 1910 | 1933 | 1939 | 2002 | 2010 |
| ---- | ---- | ---- | ---- | ---- |
| 228  | ↘226 | ↗238 | ↘73  | ↗79  |